# Successió divergent
Les séries divergentes sont en général quelque chose de bien fatal et c’est une honte qu’on ose i fonder aucune démonstration.
("Les sèries divergents són en general alguna cosa fatal, i és una vergonya basar-hi qualsevol prova." Sovint es tradueix com "Les sèries divergents són una invenció del diable...")  
En matemàtiques, una sèrie o successió divergent és una seqüència infinita que no és convergent, és a dir que la seqüència infinita de les sumes parcials de la sèrie no té un límit finit.
Si una sèrie convergeix, els termes individuals de la sèrie s'han d'aproximar a zero. Així, qualsevol sèrie en què els termes individuals no s'acosten a zero divergeixen. Tanmateix, la convergència és una condició més forta: no totes les sèries els termes de les quals s'aproximen a zero convergeixen. Un contraexemple és la sèrie harmònica
{\displaystyle 1+{\frac {1}{2}}+{\frac {1}{3}}+{\frac {1}{4}}+{\frac {1}{5}}+\cdots =\sum _{n=1}^{\infty }{\frac {1}{n}}.}
La divergència de la sèrie harmònica va ser provada per la matemàtica medieval Nicole Oresme.
En contextos matemàtics especialitzats, es poden assignar valors objectivament a determinades sèries les seqüències de les sumes parcials divergeixen, per tal de donar sentit a la divergència de la sèrie. Un mètode de sumabilitat o mètode de suma és una funció parcial del conjunt de sèries a valors. Per exemple, la suma de Cesàro assigna la sèrie divergent de Grandi
{\displaystyle 1-1+1-1+\cdots }

el valor12 La suma de Cesàro és un mètode de mitjana, ja que es basa en la mitjana aritmètica de la seqüència de sumes parcials. Altres mètodes impliquen continuacions analítiques de sèries relacionades. En física, hi ha una gran varietat de mètodes de sumabilitat; aquests es comenten amb més detall a l'article sobre regularització.
... però és generalment cert dir que els matemàtics abans de Cauchy no preguntaven "Com definirem" 1 − 1 + 1...?' però 'Què és 1 − 1 + 1...?', i que aquest hàbit mental els portava a perplexitats i controvèrsies innecessàries que sovint eren realment verbals.  

## Història
Abans del segle XIX, les sèries divergents eren àmpliament utilitzades per Leonhard Euler i altres, però sovint conduïen a resultats confusos i contradictoris. Un problema important va ser la idea d'Euler que qualsevol sèrie divergent hauria de tenir una suma natural, sense abans definir què s'entén per suma d'una sèrie divergent. Augustin-Louis Cauchy finalment va donar una definició rigorosa de la suma d'una sèrie (convergent), i durant un temps després d'això, les sèries divergents van ser majoritàriament excloses de les matemàtiques. Van reaparèixer el 1886 amb el treball d'Henri Poincaré sobre sèries asimptòtiques. El 1890, Ernesto Cesàro es va adonar que es podia donar una definició rigorosa de la suma d'algunes sèries divergents, i va definir la suma de Cesàro. (Aquest no va ser el primer ús de la suma de Cesàro, que va ser utilitzada implícitament per Ferdinand Georg Frobenius el 1880; la contribució clau de Cesàro no va ser el descobriment d'aquest mètode, sinó la seva idea que s'havia de donar una definició explícita de la suma d'una sèrie divergent.) En els anys posteriors a l'article de Cesàro, diversos altres matemàtics van donar altres definicions de sèries diferents, tot i que aquestes definicions de sèries diferents no sempre poden ser compatibles: donar respostes diferents per a la suma d'una mateixa sèrie divergent; per tant, quan es parla de la suma d'una sèrie divergent, cal especificar quin mètode de suma s'utilitza.

## Exemples
- 1 - 1 + 1 - 1 + ⋯ {\displaystyle {\text{ “ = ” }}{\frac {1}{2}}}
- 1 − 2 + 3 − 4 + ⋯ {\displaystyle {\text{ “ = ” }}{\frac {1}{4}}}
- 1 − 1 + 2 − 6 + 24 − 120 + ⋯ {\displaystyle {\text{ “ = ” }}\!\!\int _{0}^{\infty }{\frac {e^{-x}}{1+x}}\,dx\approx 0.596\,347\ldots }
- 1 − 2 + 4 − 8 + ⋯ {\displaystyle {\text{ “ = ” }}{\frac {1}{3}}}
- 1 + 2 + 4 + 8 + ⋯ {\displaystyle {\text{ “ = ” }}-1}
- 1 + 1 + 1 + 1 + ⋯ {\displaystyle {\text{ “ = ” }}-{\frac {1}{2}}}
- 1 + 2 + 3 + 4 + ⋯ {\displaystyle {\text{ “ = ” }}-{\frac {1}{12}}}

## Teoremes sobre mètodes per sumar sèries divergents
Un mètode de sumabilitat M és regular si concorda amb el límit real de totes les sèries convergents. Aquest resultat s'anomena teorema d'Abel per a M, a partir del teorema prototípic d'Abel. Més subtils, són els resultats parcials inversos, anomenats teoremes de Tauber, a partir d'un prototip provat per Alfred Tauber. Aquí la inversa parcial significa que si M suma la sèrie Σ, i es compleix alguna condició lateral, llavors Σ era convergent en primer lloc; sense cap condició lateral, aquest resultat diria que M només suma sèries convergents (per la qual cosa és inútil com a mètode de suma per a sèries divergents).
La funció que dóna la suma d'una sèrie convergent és lineal, i del teorema de Hahn-Banach es desprèn que es pot estendre a un mètode de suma que sume qualsevol sèrie amb sumes parcials acotades. Això s'anomena límit de Banach. Aquest fet no és gaire útil a la pràctica, ja que hi ha moltes extensions d'aquest tipus, inconsistents entre si, i també perquè demostrar l'existència d'aquests operadors requereix invocar l'axioma d'elecció o els seus equivalents, com ara el lema de Zorn. Per tant, no són constructius.
El tema de les sèries divergents, com a domini de l'anàlisi matemàtica, s'ocupa principalment de tècniques explícites i naturals com la suma d'Abel, la suma de Cesàro i la suma de Borel, i les seves relacions. L'adveniment del teorema tauberià de Wiener va marcar una època en el tema, introduint connexions inesperades amb els mètodes d'àlgebra de Banach en l'anàlisi de Fourier.
La suma de sèries divergents també està relacionada amb mètodes d'extrapolació i transformacions de seqüències com a tècniques numèriques. Exemples d'aquestes tècniques són els aproximants de Padé, les transformacions de seqüències de tipus Levin i els mapes dependents de l'ordre relacionats amb les tècniques de renormalització per a la teoria de pertorbacions d'ordre gran en mecànica quàntica.